# Marco Höferth
Marco Höferth (* 25. März 1988 in Wertheim) ist ein deutscher Fußballspieler.

## Karriere

### Vereine
Höferth begann beim FC Dörlesberg, einem Ortsteilverein aus Wertheim, mit dem Fußballspielen und setzte es im Wertheimer Ortsteil Reicholzheim beim dort ansässigen Verein für Ballspiele und anschließend bei Viktoria Wertheim fort. Bis zum 30. Juni 2005 war er in der Jugendabteilung des FV Lauda aktiv, bevor er in die Jugendabteilung des FC Bayern München wechselte und zur Saison 2006/07 in deren zweite Mannschaft aufrückte. Sein Debüt für die Bayern gab er am 27. August 2006 (5. Spieltag) beim 4:4-Unentschieden im Heimspiel gegen die SV 07 Elversberg mit Einwechslung für Michael Kokocinski in der 63. Minute. Nach insgesamt sieben Punktspielen in zwei Spielzeiten, kam er – aufstiegsbedingt – auch in der mit Saison 2008/09 neu eingerichteten 3. Liga zum Einsatz und bestritt sein erstes von drei Punktspielen für den FC Bayern München II am 23. August 2008 (4. Spieltag) beim 1:0-Sieg im Auswärtsspiel gegen Eintracht Braunschweig.
Zur Saison 2009/10 wechselte er zum viertklassigen Regionalligisten SC Pfullendorf, für den er elf Punktspiele bestritt, so auch für den Ligakonkurrenten und Aufsteiger SpVgg Weiden, zu dem er in der Folgesaison gewechselt war. Nach der Insolvenz des Vereins, wechselte er zur Saison 2011/12 zum BCF Wolfratshausen, für den er zunächst eine Saison lang in der bayrischen Landesliga Süd, ab der Saison 2012/13 – aufstiegsbedingt – in der Bayernliga Süd aktiv war. Zur Saison 2016/17 wechselte er zum Landesligisten TuS Holzkirchen in die Staffel Südost. Mit ihm stieg er als Meister in die Bayernliga Süd auf. In dieser Spielklasse bestritt er in zwei Jahren weitere 50 Punktspiele, in denen er sechs Tore erzielte. Es folgten elf Punktspiele für den Kreisligisten FC Eitting, für den er zweimal erfolgreich war, bevor er sich zur Saison 2021/22 dem Bezirksligisten SC Baldham-Vaterstetten anschloss.

### Nationalmannschaft
Höferth bestritt im Jahr 2006 fünf Länderspiele für die U-18 Nationalmannschaft. Mit ihr nahm er am Internationalen Turnier in Sankt Petersburg teil, das unter Trainer Frank Engel gewonnen wurde. Dabei wurde er im ersten Gruppenspiel am 28. Januar, beim 1:0-Sieg gegen die Auswahl Lettlands, und im zweiten Gruppenspiel am 30. Januar, beim 5:1-Sieg gegen die Auswahl Finnlands, eingesetzt. Trotz der 1:2-Niederlage im dritten Gruppenspiel am 1. Februar gegen die Auswahl der Ukraine, gelangte er mit der Mannschaft in das zwei Tage später mit 5:3 nach Elfmeterschießen gewonnene Halbfinale gegen die Auswahl Russlands. Im Finale, das am 5. Februar mit 2:1 gegen die Auswahl der Slowakei gewonnen wurde, kam er zu einem weiteren Turniereinsatz und wurde zudem zum besten Verteidiger des Turniers gewählt. Ein weiteres Länderspiel bestritt er am 14. März 2006 in Hagen bei der 1:2-Niederlage gegen die Auswahl Frankreichs.

## Erfolge
- Zweiter der A-Juniorenmeisterschaft 2006 (mit dem FC Bayern München)